# Léopold Marien
Léopold Marien, född 22 mars 1934, död 19 november 2018, var en friidrottare från Belgien. Han deltog vid olympiska sommarspelen 1960 och olympiska sommarspelen 1964.